# جون أوسبورن (لاعب كرة قدم)
جون أوسبورن (بالإنجليزية: John Osborne)‏ (1 ديسمبر 1940 في المملكة المتحدة - 7 نوفمبر 1998 في المملكة المتحدة) هو لاعب كرة قدم بريطاني في مركز حراسة المرمى. لعب مع نادي تشيسترفيلد ونادي شامروك روفرز ونادي والسول ووست بروميتش ألبيون.

## وصلات خارجية
- جون أوسبورن على موقع قاعدة بيانات كرة القدم.إي يو (الإنجليزية)